# Pamfylië
Pamfylië was in de klassieke oudheid een gebied in het zuiden van Anatolië, het huidige Turkije aan de Middellandse Zee tussen Lycië en Cilicië. Het liep land in door tot de Taurus en grensde daar in het noorden aan Pisidië. Het was derhalve niet erg groot, ongeveer 110 bij 45 km. De naam Pamfylië werd onder Romeins bestuur, door Ptolemeus, gebruikt voor het gebied dat behalve Pisidië ook het gebied tot aan de grenzen van Frygië en Lycaonië omvatte.
Belangrijke steden in Pamfylië waren: Alara, Andida, Aspendos, Attaleia, Etenna, Hamaxia, Korakesion, Isinda, Kibyra, Kremna, Laertes, Maximianupolis, Lyrbe, Perge, Side, Syllaion, Syedra, Termessos en Trebenna.
Bithynië · Cappadocië · Carië · Cilicië · Dorische hexapolis · Eolië · Frygië · Galatië · Ionië · Lycaonië · Lycië · Lydië · Mysië · Pamfylië · Paflagonië · Pisidië · Pontus · Troas
Achaea · Alexandria et Aegyptus · Africa · Alpes Cottiae · Alpes Maritimae · Alpes Poeninae · Arabia Petraea · Armenia Inferior · Asia · Britannia · Cappadocia · Cilicia · Corsica · Creta · Cyprus · Cyrenaica · Dacia · Dalmatia · Epirus · Galatia · Gallia (Aquitania · Belgica · Lugdunensis · Narbonensis) · Germania (Inferior · Superior) · Hispania (Baetica · Lusitania · Tarraconensis) · Italia · Iudaea · Lycaeonia · Lycia · Macedonia · Mauretania (Caesariensis · Tingitana) · Moesië (Inferior · Superior) · Noricum · Numidia · Pannonia (Inferior · Superior) · Pamphylia · Pisidia · Pontus et Bithynia · Raetia · Sardinia · Sicilia · Syria · Thracia

Tijdelijke bezettingen: Germania (7-9 n.Chr.) · Armenia (114-117 n.Chr.) · Assyria (116-117 n.Chr.) · Mesopotamia (115-117 n.Chr.)